# Evoluzionismo. Il tramonto di una ipotesi
Evoluzionismo. Il tramonto di una ipotesi è un volume pubblicato a cura di Roberto de Mattei, che raccoglie gli atti di un convegno tenutosi il 23 febbraio 2009 presso il Consiglio Nazionale delle Ricerche (CNR).

## Controversie sulla scientificità di libro e convegno
Il libro ha suscitato le proteste della comunità scientifica internazionale, poiché parzialmente finanziato dal Consiglio Nazionale delle Ricerche nonostante contenga molte affermazioni non scientifiche, fra cui quella che i dinosauri si sarebbero estinti solo 40.000 anni fa. Secondo il fisico Nicola Cabibbo, allora presidente della Pontificia Accademia delle Scienze,  «non vale proprio la pena di dare troppa importanza al convegno antidarwiniano organizzato da de Mattei, i cui atti sono raccolti nel volume... Si tratta di un'iniziativa del tutto personale che de Mattei aveva la facoltà di promuovere, ma lascia il tempo che trova. Le tesi antievoluzioniste non hanno alcun seguito tra i biologi e non corrispondono certo all'orientamento della Chiesa cattolica. De Mattei non è un biologo e non si vede a quale titolo possa fare certe affermazioni... Sotto altri aspetti de Mattei sarà di certo una persona apprezzabile, ma la sua intromissione in un campo di studi a lui estraneo dimostra la scarsa considerazione in cui è tenuta la scienza dalla classe dirigente italiana.»
Lo stesso presidente del CNR, Luciano Maiani, ha diramato un comunicato ufficiale a nome dell'Istituto in cui ha riconosciuto che «il volume non esprime la voce ufficiale del CNR» sebbene abbia sottolineato «il carattere aperto della ricerca intellettuale e la mia personale contrarietà a ogni forma di censura delle idee», affermando che «la libertà di espressione è un bene garantito dall'articolo 21 della nostra Costituzione».
Interventi giornalistici a favore del curatore Roberto de Mattei sono apparsi nei quotidiani Il Foglio e Il Giornale da parte di giornalisti delle medesime idee del curatore.

## Relatori al convegno
- G. Berthault, paleontologo, membro dell'Associazione Internazionale dei Sedimentologi (Francia);
- J. de Pontcharra, fisico, ricercatore in nano-elettronica all'Università di Grenoble (Francia);
- M. Giertych, botanico, membro dell'Accademia Polacca delle Scienze, fino al 2009 deputato al Parlamento europeo (Polonia);
- J. Holzschuh, fisico, ricercatore di geofisica alla University of Western Australia;
- H. Miller, chimico, dottorato alla Ohio State University, Columbus, Oh (USA);
- H. Owen, scrittore, presidente del Kolbe Center negli Stati Uniti;
- P. Rabischong, neuroanatomista, professore emerito dell'Università di Montpellier, già direttore dell'unità di ricerca in biomeccanica dell'INSERM e presidente onorario della facoltà di Medicina di Montpellier[7];
- J. Seifert, filosofo, rettore dell'International Academy for Philosophy del Liechtenstein, membro della Pontificia Accademia per la Vita (Germania);
- T. Seiler, fisico, dottorato in fisico-chimica all'Università di Monaco, ingegnere per i sensori elettrochimici nel Dipartimento Innovazione della Robert Bosch GmbH (Germania);
- D. Tassot, Direttore del Centre d'Etudes et de Prospectives sur la Science (Francia);
- Alma von Stockhausen, filosofo, presidente della Gustav-Siewerth-Akademie (Germania).